# Napóleoni háborúk
A napóleoni háborúk Európa jelentős részére, illetve Észak-Afrika, Ázsia és az Atlanti-óceán bizonyos területeire kiterjedő, globális konfliktusok sorozata volt 1799 és 1815 között; a korszak „világháborújának” is nevezik. A harcokból a nagyhatalmak közül csak az Amerikai Egyesült Államok maradt ki, jóllehet az angolok lekötöttségét kihasználva területeket szerzett az Egyesült Királyságtól. A háború nevét I. Napóleonról, a franciák császáráról kapta.
Napóleon sorra verte le az ellene alakuló európai katonai koalíciók hadseregeit (1799, 1802, 1805, 1807, 1809). Elfoglalta Rómát (1809), Bécset (1805, 1809), Berlint (1806), Madridot (1808), Lisszabont (1807) és Moszkvát (1812). Egyedül a tengeren nem sikerült győzelmet aratnia (a francia flotta két alkalommal szenvedett vereséget az angoltól: 1799, 1805), emiatt az Egyesült Királyság elfoglalásának terve nem valósulhatott meg.
Napóleon számára a vereséget utolsó nagy hadjárata és annak következményei okozták: rá nem valló meggondolatlansággal megtámadta az Orosz Birodalmat. Az 1812-es oroszországi hadjáratban első ízben ugyan győzelmet aratott a cári seregek fölött és elfoglalta Moszkvát, azonban nem számolt az oroszok kitartásával és az ebből következő elhúzódó háborúval, aminek köszönhetően országuk zord időjárásával is szembe kellett néznie, így hadjárata katasztrofálisan végződött: közel 800 ezer fős hadserege szinte teljesen megsemmisült. A szövetségesek a császárt óriási oroszországi veresége után a lipcsei „népek csatájában” (1813) legyőzték és Elba szigetére száműzték (1814). Napóleon azonban a Földközi-tengeren cirkáló brit hadihajók ellenére megszökött, és száz napra visszatért (1815), de a szövetségesek a waterlooi csatában végérvényesen vereséget mértek rá (1815. június 18.), ezzel a közel két évtizedes háborúsorozat befejeződött. A győztes hatalmak Napóleont Szent Ilona szigetére száműzték, ahonnan már nem tért vissza: ott hunyt el 1821-ben.

## A konzulátus
Az 1799. november 9-én végrehajtott katonai puccs nyomására az Ötszázak tanácsa a hatalmat ideiglenesen a három konzulra, valójában Napoléon Bonapartéra, a sikeres és híres tábornokra ruházta. Rövidesen új alkotmányt adtak ki, mely alig leplezte Napóleon egyeduralmát: korlátozás nélkül irányíthatta a végrehajtó hatalmat, s kisebb megszorításokkal a törvényhozást is. A társadalom jelentős erői, a polgárság és a parasztság jó része örömmel fogadta a változást, mivel a tekintélyuralmi rendszer megteremtette a belső nyugalmat és rendet. Napóleon ezt felismerve megbékélést hirdetett: aki hajlandó volt együttműködni vele – legyen az jakobinus vagy királypárti –, azt szolgálatába fogadta. Intézkedései biztosították a polgári rendszer megszilárdulását.
Napóleon törvényesítette a francia forradalom alatt végbement tulajdonváltást, a parasztság földtulajdonát. Polgári Törvénykönyve (Code Napoléon) hosszú távon alapozta meg a polgári jogrendet. Érvényre jutott a törvény előtti egyenlőség elve, a polgári szabadságjogok, a tulajdon szabad birtoklásának joga. A törvénykönyv szabályozta a polgári családjog rendjét is. Napóleon kialakította az egyetemek és középiskolák rendszerét.
Konkordátumot kötött VII. Piusz pápával: elválasztotta az egyházat az államtól, hogy visszafogja a vallásellenes mozgalmakat, és finanszírozza az egyház működését. A pápa viszont elismerte az egyházi javak kisajátítását.

## Harc a koalíciókkal

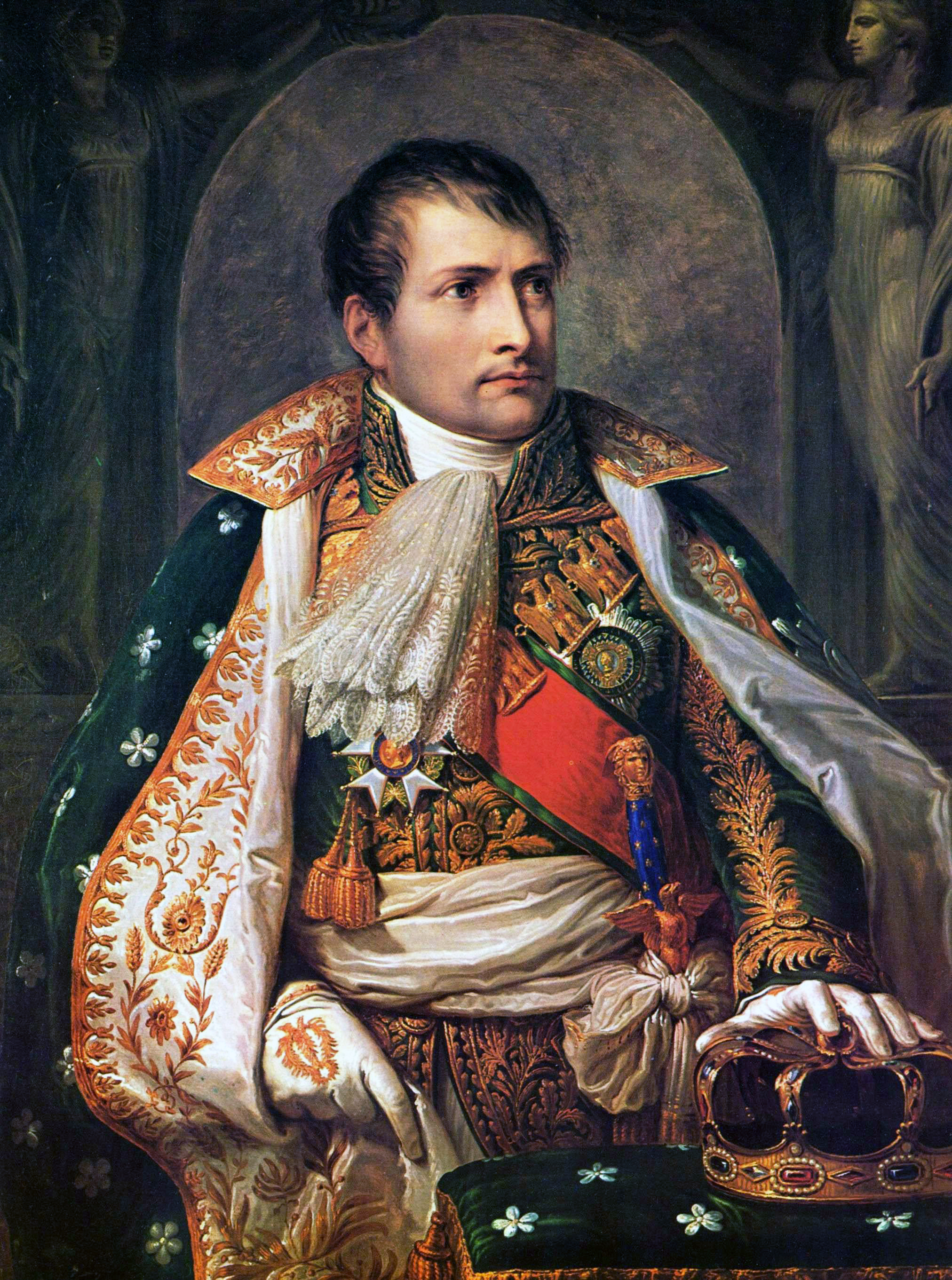
Napoleon mint Itália királya (Appiani)

Bonaparte tábornok 1796-ban vette át a Habsburg Birodalom ellen Itáliában harcoló, lerongyolódott francia seregek irányítását. Gyors sikerei nyomán tekintélye egyre nőtt. Ferenc császár, magyar király haderejét békére kényszerítette (Campo Formió-i béke, 1797), ami az első koalíció széteséséhez vezetett. Anglia azonban továbbra is hadban állt Franciaországgal, s Napóleon zseniális, de kalandor vállalkozással próbálta megtörni a nagy ellenfél erejét. Egyiptomba indított hadjáratot (1798), hogy az Indiába vezető út fontos stratégiai pontját megszerezve csapást mérjen a britek erejét biztosító gyarmati kereskedelemre. Napóleon serege – kijátszva az angol flottát – eljutott Egyiptomba. Ott legyőzte a mamlúk seregeket, de miután Nelson ellentengernagy az abukiri csatában szétverte a francia flottát, Napóleon saját győzelmeinek foglyává vált. Ő maga – a reá vadászó brit hadihajókat mesteri módon kijátszva – rövidesen hazatért, hogy megdöntse a Direktóriumot, és létrehozza a Konzulátust, megnövelve saját személyi hatalmát. A Közel-Keleten rekedt seregének maradványai azonban csak évekkel később, fegyvert lerakva térhettek haza.
Bonaparte egyiptomi hadjárata után Anglia megszervezte a második koalíciót (1799), ezúttal Oroszországot és az Oszmán Birodalmat is bevonva. Ám a Habsburg–orosz ellentétek Napóleonnak kedveztek, így külön-külön szállhatott szembe ellenfeleivel. Az osztrákokat legyőzte Itáliában (marengói csata, 1800), majd Bécs felé előretörve békére kényszerítette őket, ami a második koalíció felbomlását eredményezte. A magára maradt, s az írek felkelése miatt belső gondokkal is küszködő Anglia békét kötött Napóleonnal (1802, amiens-i béke). Franciaországra néhány év nyugalom köszöntött.

## A napóleoni hadvezetés

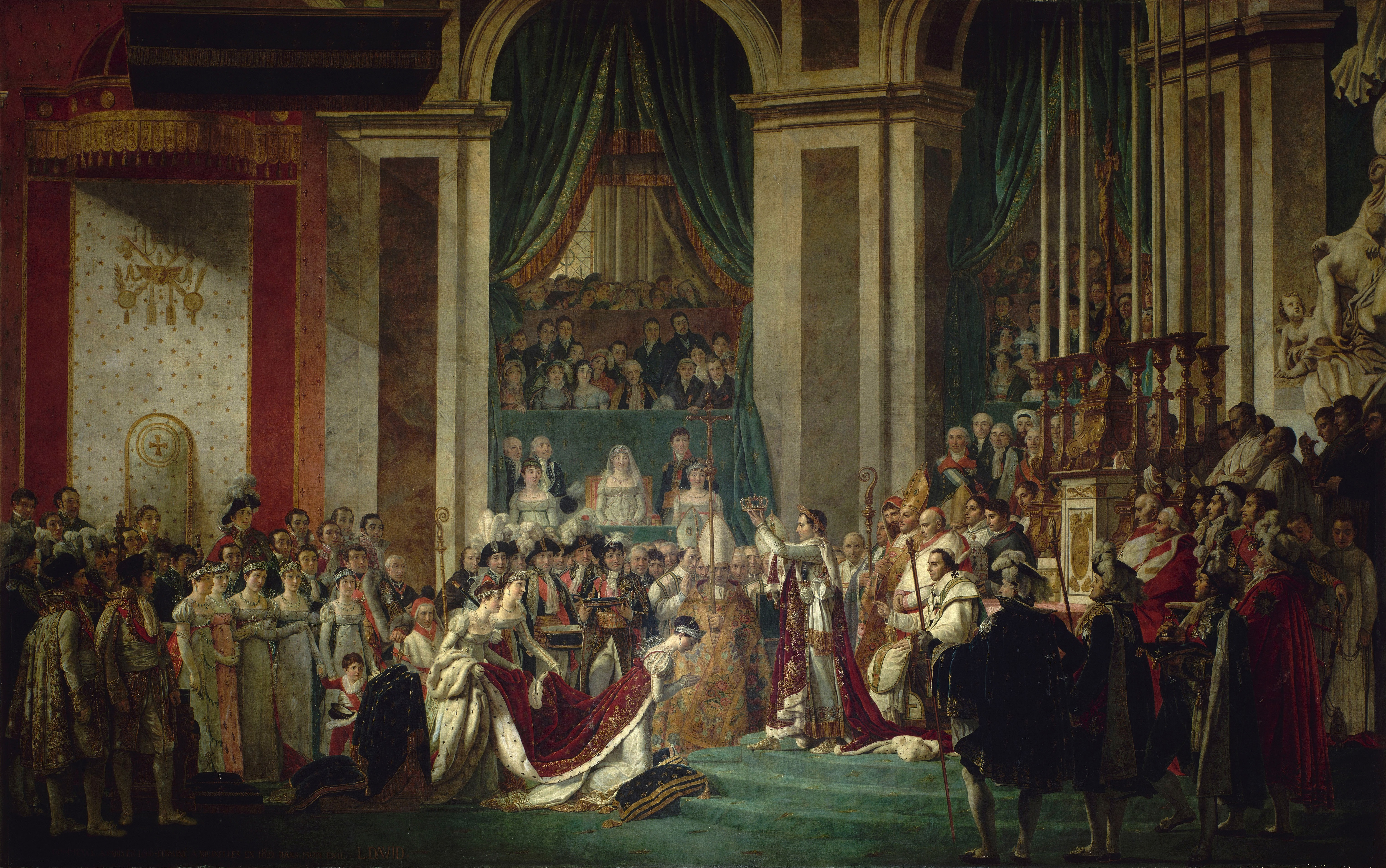
Jacques-Louis David festménye Napóleon koronázásáról

Bonaparte Napóleon katonai sikereinek alapját a francia forradalom idején létrehozott tömeghadsereg képezte. A forradalmi időkhöz hasonlóan katonáit ő is a hadszíntérré tett és meghódított országok népével tartatta el. Napóleon katonai sikereiben jelentős része volt saját parancsnoki tehetségének. A gyors helyzetfelismerés, az állandóan mozgásban tartott hadsereg, a tüzérség fokozott alkalmazása és a fegyvernemek összhangja sokszor a túlerővel szemben is biztosította számára a fölényt, és így a győzelmet.
Napóleon nem pusztán pénzzel fogta meg katonáit. Jó szónok volt, tudott az érzelmeikre is hatni. El tudta hitetni a katonáival, hogy ő is csak egy közülük, a „kis káplár”, aki a sivatagban együtt gyalogol velük, a döntő pillanatban az élre áll, s zászlóval a kezében az első sorban tör előre. Kemény fegyelmet tartott, sok katonáját személyesen ismerte, s egy-egy emberi szóval legendákat tudott teremteni maga körül. Csakúgy mint a forradalmi időkben, a tehetséges katonák gyors előmenetelét ő is támogatta. Mindenki tarsolyában hordta a marsallbotot, eszével és bátorságával bárki kitűnhetett.[forrás?]

## Napóleon, a császár

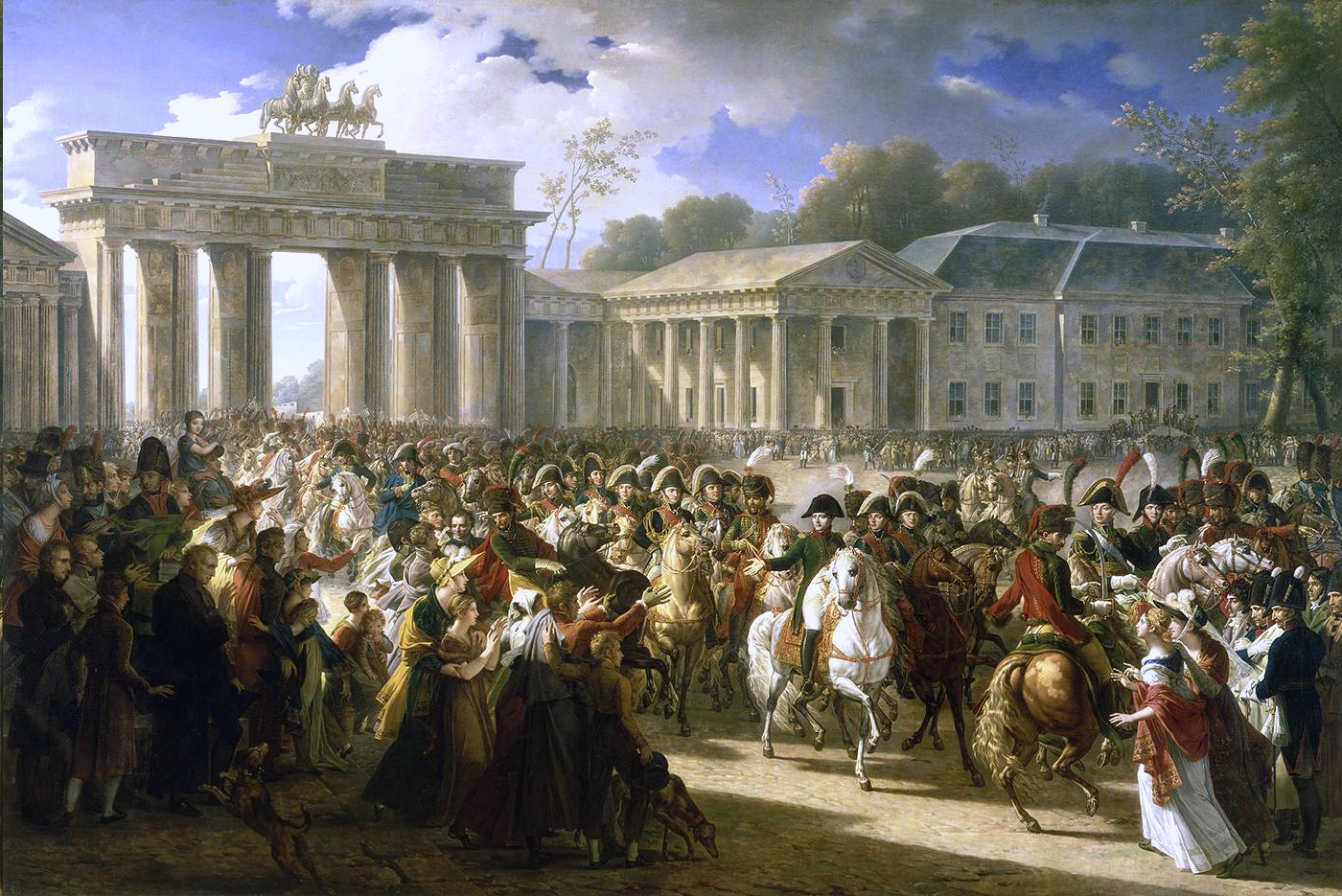
Napóleon bevonul Berlinbe (Meynier festménye)

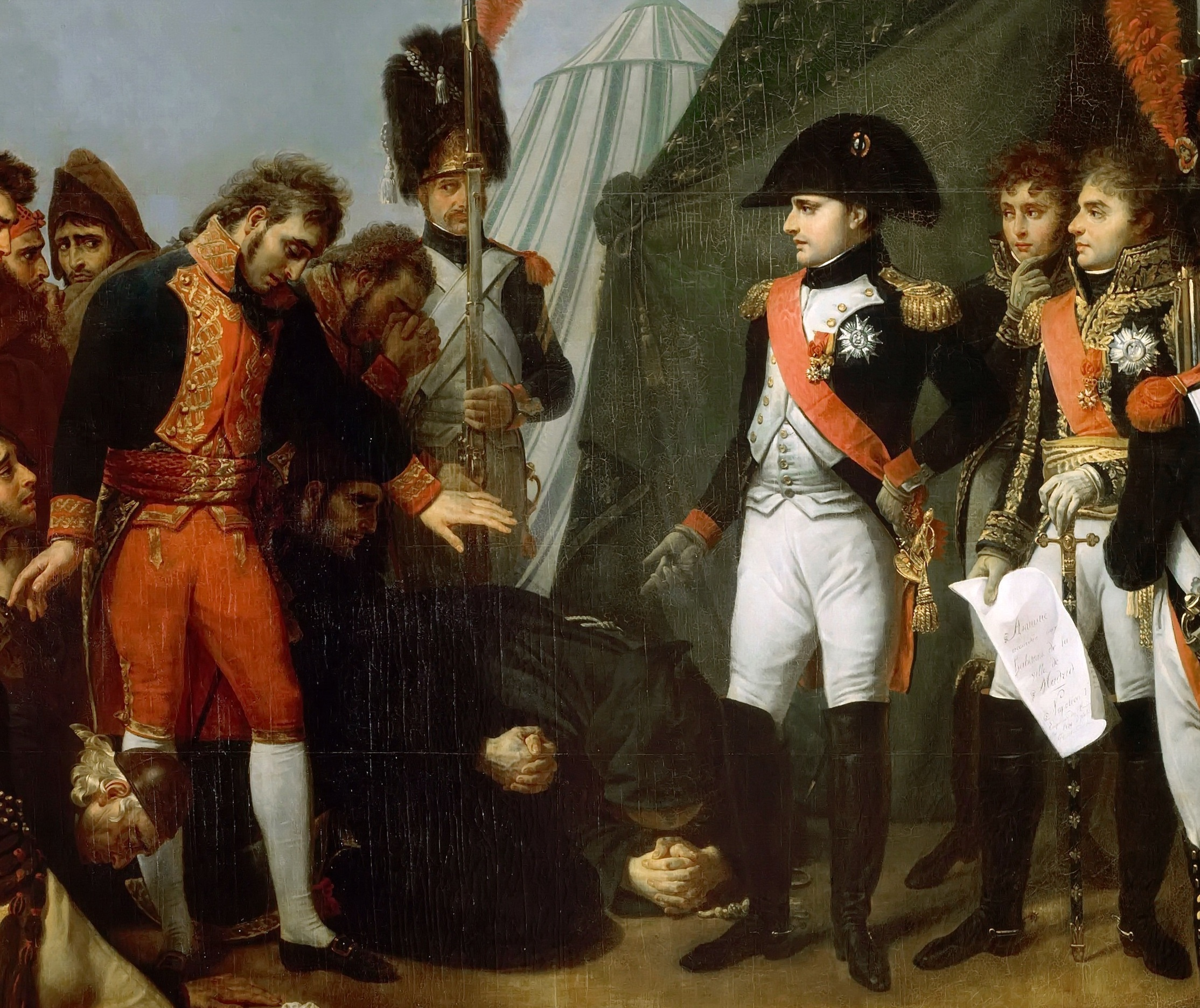
Madrid elhagyása (Antoine-Jean Gros festménye)

Napóleon 1804. december 2-án császárrá koronázta magát. A kiadott újabb alkotmányban szakított a konzulátus „köztársasági mázával”, nyíltan rendeleti úton kormányzott. Új címek adományozásával és fényűző pompával valódi uralkodó benyomását kívánta kelteni. A békés évek segítették Franciaország gazdasági fellendülését, ám a császár egyre vakmerőbb hódító célokat – melyek rendszere belső igazolást is szolgált – kívánt megvalósítani. A nemzeti dicsőség, a „gloire” egy ideig feledtette a franciákkal, hogy a háború felemészti országuk anyagi és emberi erőforrásait.
A fő ellenfél Nagy-Britannia volt. A brit gazdaság ereje lehetővé tette, hogy Anglia pénzzel támogassa a szárazföldi nagyhatalmakat. A brit–francia ellentét elsősorban hatalmi ellentét volt. A tét az európai és a gyarmati hegemónia volt. Napóleon a kontinensen rendre legyőzte ellenfeleit, Nagy-Britannia megtámadására azonban nem gondolhatott, mivel Nelson altengernagy a trafalgari csatában (1805) legyőzte az egyesített francia–spanyol flottát. A császár átrajzolta Európa térképét, uralkodóvá tette családtagjait, de a franciákkal szembeni ellenállást – mely mögött mindig ott álltak a britek – nem tudta felszámolni.

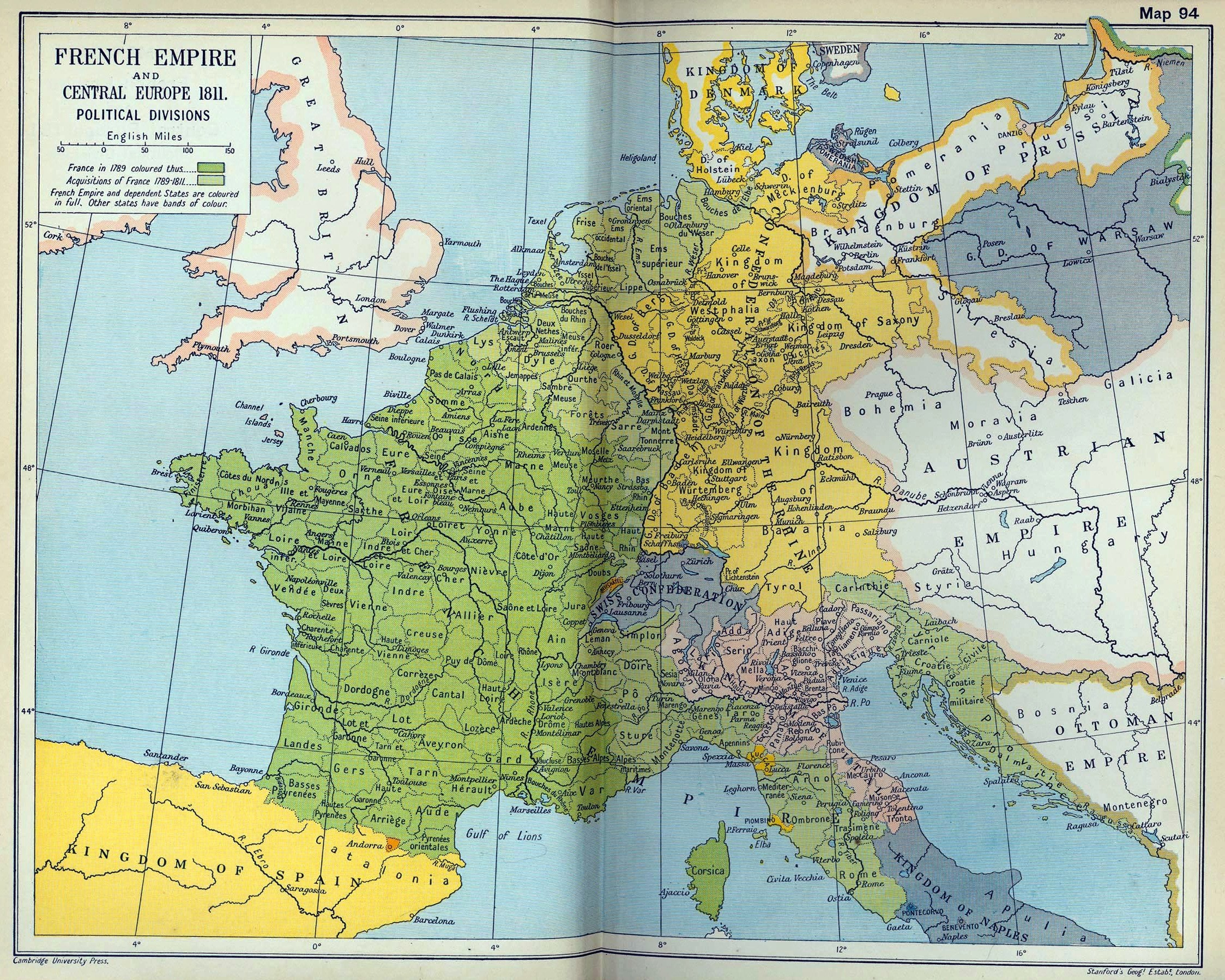
A francia birodalom 1811-ben. Sötét- és világoszöld területek Franciaország területei, a sárga szín a Franciaország által megszállt területeket jelzi.

Miközben Napóleon a Nagy-Britannia elleni invázió gondolatával foglalkozott, William Pitt brit miniszterelnök létrehozta a harmadik koalíciót Oroszország és Ausztria bevonásával (1805). S mikor a brit flotta Trafalgarnál meghiúsította Napóleon inváziós terveit, seregével a szárazföldön vette föl ), 1805. december 2-án legyőzte az egyesített osztrák–orosz seregeket. A harmadik koalíció is felbomlott, Ausztria a pozsonyi békében kénytelen volt lemondani Velencéről.
Napóleon a meghódított területeken új csatlós államokat hozott létre (Itáliai Királyság, Holland Királyság, Rajnai Szövetség stb.). Ezzel megszűnt a Német-római Birodalom (1806), ami a poroszok ellenkezését váltotta ki. A poroszok mögé felsorakozott Nagy-Britannia, Oroszország és Svédország is, megalkotva a negyedik koalíciót. Napóleon azonban legyőzte Poroszországot (jénai csata, 1806), és bevonult Berlinbe. Itt hirdette ki a kontinentális zárlatot, amely Nagy-Britannia gazdasági térdre kényszerítése érdekében – az egész kontinens számára – megtiltott minden kapcsolatot a szigetországgal. Ezután a császár százezer halottat követelő véres csatában aratott győzelmeivel I. Sándor orosz cárt is békére kényszerítette (tilsiti béke, 1807). Felosztották a kontinenst, és Oroszország is csatlakozott a zárlathoz. A kontinentális zárlat biztosítása érdekében francia csapatok foglalták el Lisszabont (1807). Napóleon rövidesen Spanyolországot is hódoltatta – a félszigeti háborúban – de a spanyol nép ellenállt, gerillaháborúja a francia haderő jelentős részét lekötötte. A spanyol ellenállás eredményein felbuzdulva Nagy-Britannia és Ausztria ismét zászlót bontott (ötödik koalíció, 1809). A császár azonban ezúttal is győzött (wagrami és győri csata, 1809). A schönbrunni békében az Osztrák Császárság jelentős területeket veszített, és Napóleon rákényszerítette I. Ferenc császárt, hogy feleségül adja hozzá legidősebb leányát, Mária Ludovika főhercegnőt (Mária Lujza néven lett a franciák császárnéja).

## Napóleon bukása
Az 1810-es évek elején gazdasági válság sújtotta Európát. Napóleon ennek megoldását a kontinentális zárlat szigorításában látta, ami összeütközéshez vezetett Oroszországgal. A császár hadjáratot indított Oroszország ellen (1812). Az orosz csapatok visszavonulóban mindig kitértek a nagyobb összecsapás elől. Végül Kutuzov tábornok a cár parancsára kénytelen volt csatát vállalni Borogyino falu közelében, mivel a Grande Armée már Moszkvát fenyegette. A francia sereg a borogyinói csata folyamán ugyan nem vesztett, mivel az orosz csapatok visszavonultak, azonban nagy veszteségeket szenvedett és a kiürített és felégetett Moszkvában nem tudta seregének ellátását biztosítani. Az orosz télben nagy áldozatok árán tudott visszajutni, és csak seregeinek maradékával vergődött haza: 612 000 katona indult, ebből 484 000 fő volt a teljes veszteség (284 000 halott, 50 000 hadifogoly, 50 000 dezertőr), az orosz veszteség legalább 210 000 halottra rúgott. A vereség és a válság hatására spanyol és német földön is felerősödött az ellenállás. Orosz, angol, porosz, svéd részvétellel megalakult a hatodik koalíció, melyhez rövidesen a 630 000 katonát mozgósító Ausztria is csatlakozott. Napóleon megpróbálta újjászervezni hadseregét, de az orosz hadjáratban elesett gyakorlott katonáinak nagy része, s csak új, fiatal korosztályokkal tudta feltölteni hadseregét. A hatodik koalíció tapasztalt, milliós hadseregétől a főként újoncokból álló francia haderő vereséget szenvedett a lipcsei csatában (1813): a „népek csatájában” több mint 100 000 halott maradt a csatatéren. A német csatlós államok a csata után elhagyták Napóleon szövetségét, a következő évben a koalíciós hadseregek bevonultak Párizsba (1814). A császár lemondott fia, II. Napóleon (a „Sasfiók”) javára, őt magát Elba szigetére száműzték. A győztesek helyreállították az 1792-ben elűzött Bourbon-ház uralmát.

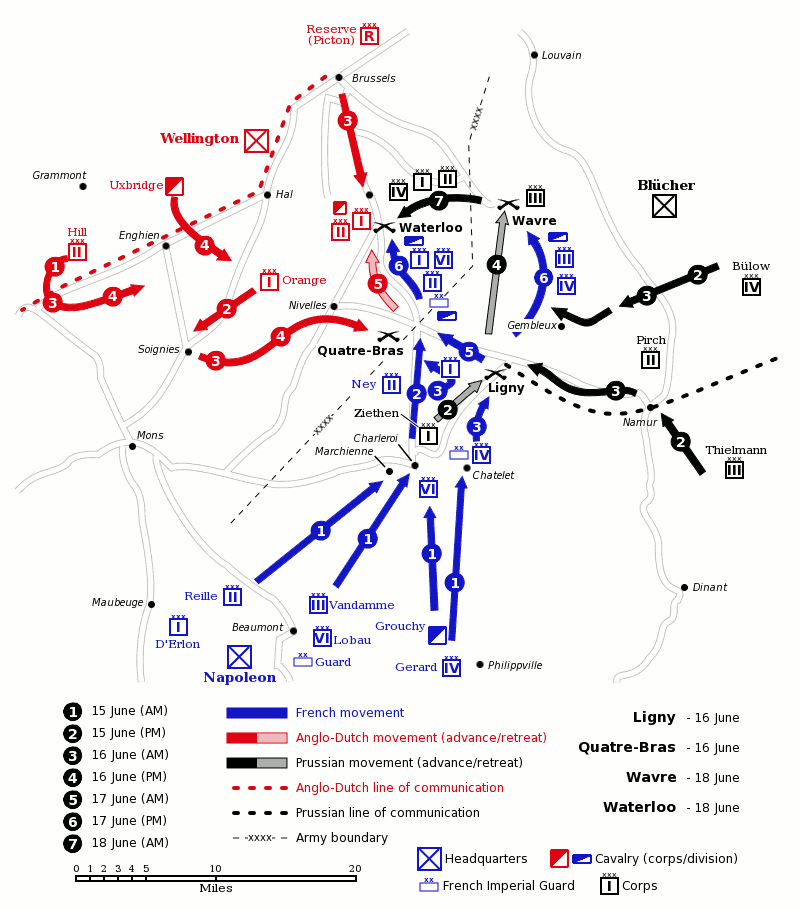
Térkép a waterlooi csata előzményeiről.

A franciáknak már elegük volt az állandó háborúkból, de Bourbon-restauráció (a visszatért XVIII. Lajos uralkodása) sem nyerte meg rokonszenvüket. Ezért lelkesen fogadták az Elba szigetéről visszatérő Napóleont (1815). A háború újrakezdődött, de az erőviszonyokat Napóleon zsenialitása sem tudta megváltoztatni, és a hetedik koalíció erői Wellington herceg vezetésével a waterlooi csatában végérvényesen vereséget mértek a francia császárra, véget vetve száz napos uralmának. Napóleont a britek az Atlanti-óceán távoli szigetére, Szent Ilonára deportálták; ott is halt meg (1821).

## Hadsereglétszámok
A napóleoni háborúk során addig nem látott méretű hadseregek vívták küzdelmüket.
| Országː            | Létszám/évː                                                   |
| ------------------ | ------------------------------------------------------------- |
| Franciaország      | 1 500 000 fő (1795)                                           |
| Oroszország        | 904 000 fő (1812)                                             |
| Habsburg Monarchia | 630 000 fő (1809, 1812-1814)                                  |
| Nagy-Britannia     | 370 000 fő (1815) - ebből kb. 100 000 fő a haditengerészetben |
| Poroszország       | 358 000 fő (1815)                                             |

## A háború Magyarországon

### Hadi események
A Habsburg Birodalom a francia forradalom és a Napóleon ellen szervezett valamennyi koalícióban részt vett. A nemesség megszavazta az adókat és a kért újoncokat. Közel egymillió magyarországi katona vett részt a küzdelmekben, s tízezrek estek el az európai harctereken. Magyarország területét azonban csak 1809-ben érintette a háború. Napóleon kiáltványban fordult a magyarokhoz, melyben függetlenséget ígért. A magyar nemesség azonban – az európai események ismeretében – nem hitt a császárnak, s Napóleon uralmában egy másik elnyomást, a társadalmi rend felforgatóját látta. Ezért az országba lépő ellenséggel szemben meghirdették az ekkorra már teljesen elavult nemesi felkelést. A képzetlen, alig felszerelt alakulatoknak nem volt esélye a jól vezetett és felszerelt, gyakorlott seregekkel szemben, ezért a győri csatában – bár helytálltak – vereséget szenvedtek a korszak legjobb hadseregétől. A reformkor haladó közvéleménye a kiváltságok elleni harcban gúny tárgyává tette a győri vereségüket (Petőfi Sándor győri futásukról ír). Jókai Mór viszont hősi kiállásuknak állított emléket Névtelen vár című regényében.

### Gazdasági hatások
A francia háborúkban való részvétel százezrek folyamatos fegyverben tartását jelentette. A katonákat etetni kellett, s a kereslet megemelte a mezőgazdasági termékek árát, különösen a gabonáét. A magyar termelők értékesítési lehetőségei jelentősen javultak, nőtt a gabona és a gyapjú kivitele.
A Habsburg kormányzatnak – több hadviselő félhez hasonlóan – nem volt fedezete az évtizedes háború finanszírozására. A korábban is jelentős államadósság a többszörösére nőtt. A hiányt bankjegy kibocsátással oldották meg, ami a papírpénz gyors elértéktelenedéséhez, inflációhoz vezetett, értéke az ezüsthöz képest töredékére esett vissza. A kormányzatnak, hogy elkerülje a gazdaság összeomlását, le kellett értékelnie a papírpénzt. I. Ferenc császár rendeletileg egyötödére szállította le a papírpénz értékét (1811). Mivel a háború elhúzódott, a helyzet tovább romlott. A kormányzatnak a háború végén (1816) ismét a devalváció (leértékelés) eszközéhez kellett folyamodnia.
A magyar birtokosoknak kedvező „csendes esők és hosszú háborúk” (azaz a jó termés és biztos felvevőpiac) időszaka azonban Napóleon bukásával véget ért. A mezőgazdasági termények árai csökkentek, keresletük beszűkült. Ismét csak a jobb minőségű és olcsóbb szállítási feltételekkel kínált gabona talált vevőre. Ez a helyzet kihívást jelentett az árutermelésbe a napóleoni háborúk során bekapcsolódott nemességnek.

## Következmények

### Politikai és területi következmények

#### A bécsi kongresszus (1814–15)
A bécsi kongresszuson a háború utáni hatalmi viszonyokat akarták rendezni, és a francia forradalom keltette társadalmi változásoknak kívántak gátat szabni. Oroszország megerősödése következtében a nagyhatalmak felsorakoztak a brit erőegyensúly-politika mögött: igyekeztek visszafogni az orosz térnyerést, mérsékelten meggyengíteni Franciaországot, és megerősíteni az ellensúlyt biztosító Ausztriát és Poroszországot.

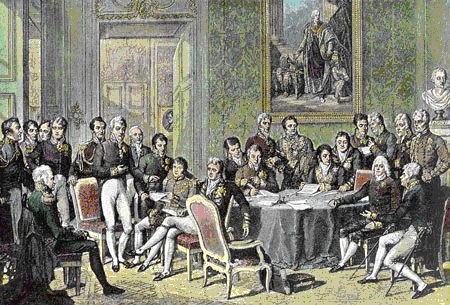
A bécsi kongresszus Jean-Baptiste Isabey festménye, 1819.

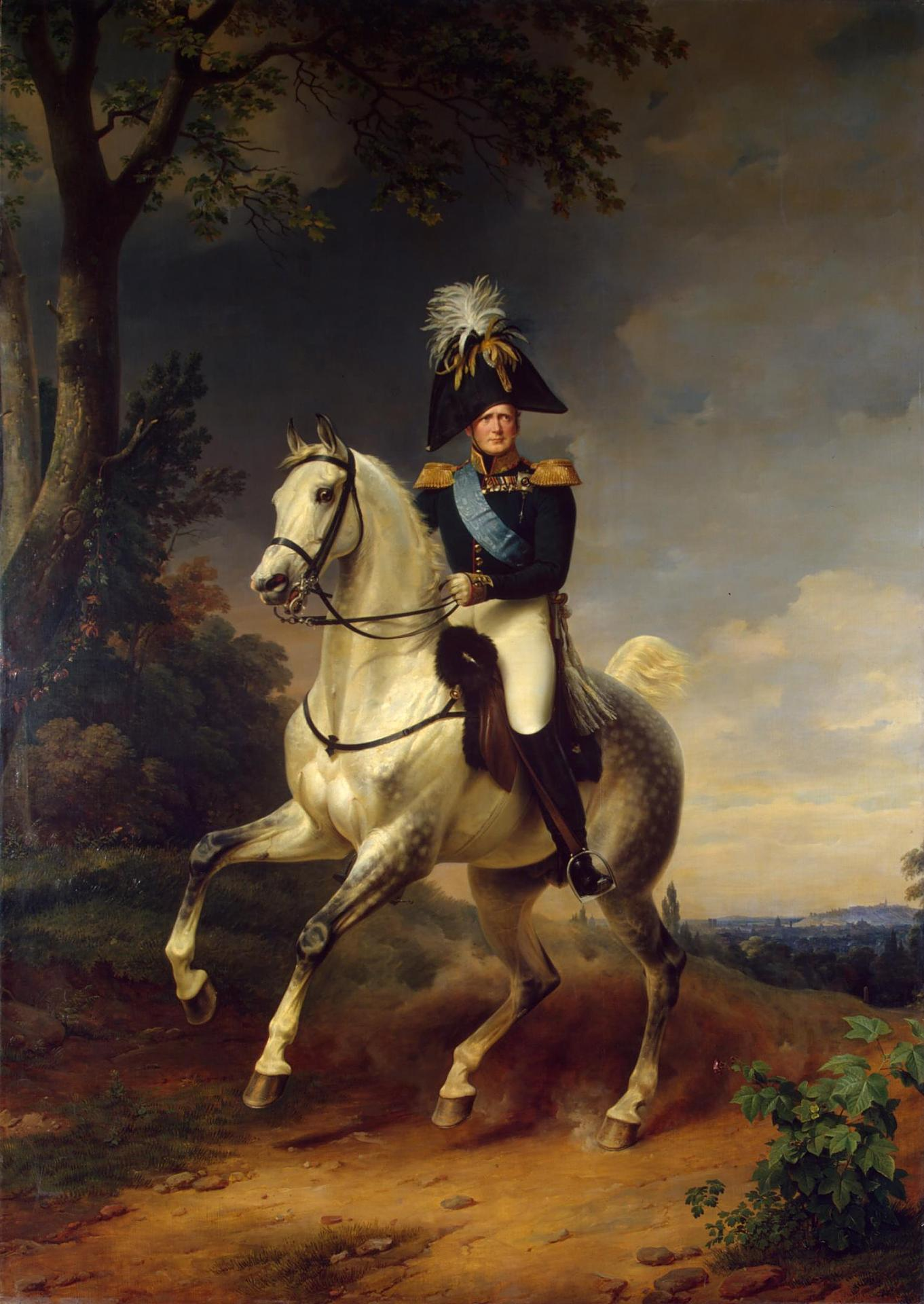
I. Sándor cár (1812).

Az angol érdekeket képviselő Lord Castlereagh külügyminiszter a konferencián mindent elkövetett, hogy visszaszorítsa a napóleoni háborúkban nagyhatalommá váló Oroszországot. Ebben a kérdésben sikeresen együttműködött Ausztria kancellárjával, Metternichhel, és a francia érdekeket képviselő „nagy túlélővel” Talleyrand-nal. Oroszország mindezek ellenére jelentős mértékben előretört. Svédországtól megszerezte Finnországot, a törököktől Besszarábiát. A Napóleon által létrehozott Varsói Hercegség területének zömét (Kongresszusi) Lengyel Királyságként a cári birodalom részévé tette, ahol csak látszatönállósággal rendelkezett. A volt Varsói Hercegség északnyugati részét, Posen (Poznań) székhellyel,  Poroszországba tagolták be, Poseni Nagyhercegség néven.
Poroszországot a német tartományok rovására a Rajna mentén és Szászország területeivel erősítették meg. Ausztria megtarthatta Salzburgot, Velencét, és megkapta Lombardiát, a két utóbbi tartományból alakult meg a Lombard–Velencei Királyság, perszonálunióban Ausztriával. Hasonló okokból növelték meg Hollandia területét. Az etnikai határokat mellőzve hozzácsatolták Osztrák-Németalföldet (a későbbi Belgium területét), a Szárd Királyság pedig megkapta Genovát, és visszakapta Piemontot. Svédország megkapta Dániától Norvégiát, cserébe azért, hogy lemondott Finnországról Oroszország javára.
A britek a gyarmatokon (India, Jóreménység foka) és a hajózás szempontjából jelentős stratégiai pontokon (Helgoland, Jón-szigetek, Málta) nyertek újabb területeket és támaszpontokat.

#### A Szent Szövetség
A szárazföldi hatalmak – okulva a francia forradalom sikereiből – megfogalmazták az intervenció, a fegyveres beavatkozás jogát, a háborúk és forradalmak elkerülése érdekében. Az európai államok (Anglia, az Oszmán Birodalom és a pápai állam kivételével) ezért szövetséget kötöttek. A szövetségüket Szent Szövetségnek nevezték el. A szövetség fő vezetői Ausztria (I. Ferenc), Poroszország (III. Frigyes Vilmos) és Oroszország (I. Sándor) volt. A rendszeresen tartott nagyhatalmi találkozókon ugyan átgázoltak a nemzeti érdekeken és társadalmi mozgalmakon, de a nemzetközi diplomáciában új fejezetet nyitva megakadályozták a nagyobb konfliktusokat. A rendszert az 1848-as forradalmak söpörték el.

### Társadalmi következmények (új eszmék kialakulása)
A forradalom és Napóleon háborúi véget értek, de nyomukban új eszmék jelentek meg. A következőkben ezek az eszmék lesznek bemutatva.

#### Liberalizmus
A felvilágosodásban gyökerező liberalizmus, avagy szabadelvűség az a politikai felfogás, mely a polgári szabadságjogokat (a szólás, a sajtó, a gyülekezés, az ellenállás szabadsága) alapvető értéknek tartja. Hívei a képviseleti demokráciát vélték ideálisnak mind az uralkodói abszolutizmussal, mind a jakobinus népuralommal szemben.
A liberalizmus kifejezése a XIX. század húszas éveiben terjedt el a franciák ellen szabadságukért küzdő spanyol felkelés nyomán. A liberalizmus tartalmában nem új keletű, elveit John Locke, Adam Smith, Montesquieu már a XVIII. században megfogalmaztak, s a gyakorlatban számos eleme az angol alkotmányos monarchiában már megvalósult. A francia forradalom alkotmányos monarchistái és a girondisták szintén e rendszer megvalósítására törekedtek, ezt tekintették ideálisnak.

#### Nacionalizmus
A nemzeti kötödés – a társadalmi kötöttségeken túlmutató, azonosság- és közös származástudattal rendelkező emberek szoros egysége - eszméje a francia forradalom alatt erősödött meg. Fontossá váltak az összetartozást kifejező tényezők: a közös nyelv, a közös kultúra és történelem. A liberalizmushoz hasonlóan a napóleoni háborúk idején gyorsan terjedt Európában. Spanyolországban és német földön a franciákkal vívott honvédő harc is szerepet játszott térnyerésében.
A liberalizmus nemcsak egyidejűleg, de egymással szoros kölcsönhatásban jelentkezett. A liberálisok szinte mindegyikét áthatotta a nemzeti eszme. Fordítva ez már nem mindig volt igaz. A franciák ellen felkelő tiroli parasztok, vagy az angolok ellen harcoló írek esetében a nacionalizmus más irányzatokkal együtt jelentkezett.
Franciaországban a nemzeti eszme képviselői az egységes nemzetállam megteremtését tűzték ki célul, s valósították meg. Felszámolták a területi autonómiákat, egységes nyelvet alakítottak ki, beolvasztották a nemzetiségieket. Német, olasz, lengyel vagy ír földön is a nemzetállam megvalósítása volt a fő célkitűzés. Az éledő nemzeti mozgalmak egész Európában harcot indítottak a Szent Szövetség által kialakított, s az etnikai határokat figyelmen kívül hagyó rendezés ellen.

#### Konzervativizmus
A francia forradalom sokféle hatást váltott ki az emberekből. A terror, a régi értékek lerombolása és elpusztulása, a vallásellenesség, a nagy áldozatok árán létrejövő szerény eredmények láttán alakult ki – a konzervativizmus. A liberalizmushoz és a nacionalizmushoz hasonlóan a konzervativizmus sem egységes világfelfogás, hanem szemlélet. Konzervatívnak tarthatjuk a minden változást elutasító Metternichet és a reformok fokozatos bevezetését támogató angol politikusokat is. A konzervativizmus a hagyományos értékeket megtartó, az erőszak és felfordulás nélküli fokozatos fejlődést képviselő magatartásként a liberalizmus alternatívája lett az alkotmányos rendszerekben, míg máshol inkább régi rend változatlan fenntartását jelentette. A konzervatív politika Angliában jelent meg erőteljesebben, ahol a forradalmi, megrázkódtatásokkal járó folyamatok helyett reformokkal, szerves fejlődés eredményeként alakult ki a polgári rendszer.

## Napóleoni háborúk a művészetekben

### Zene
- Kodály Zoltán: Háry János című daljátéka egy magyar vitéz életét mutatja be a napóleoni háborúk idején, erősen kiszínezve (a mese szerint a magyarok megnyerik a győri csatát).
- Csajkovszkij 1812 című nyitánya az orosz győzelmet örökíti meg. Ismert motívumai a régi cári himnusz, a francia Marseillaise, a 16 ágyúlövés és a hálaadó templomi harangszó.

### Festészet

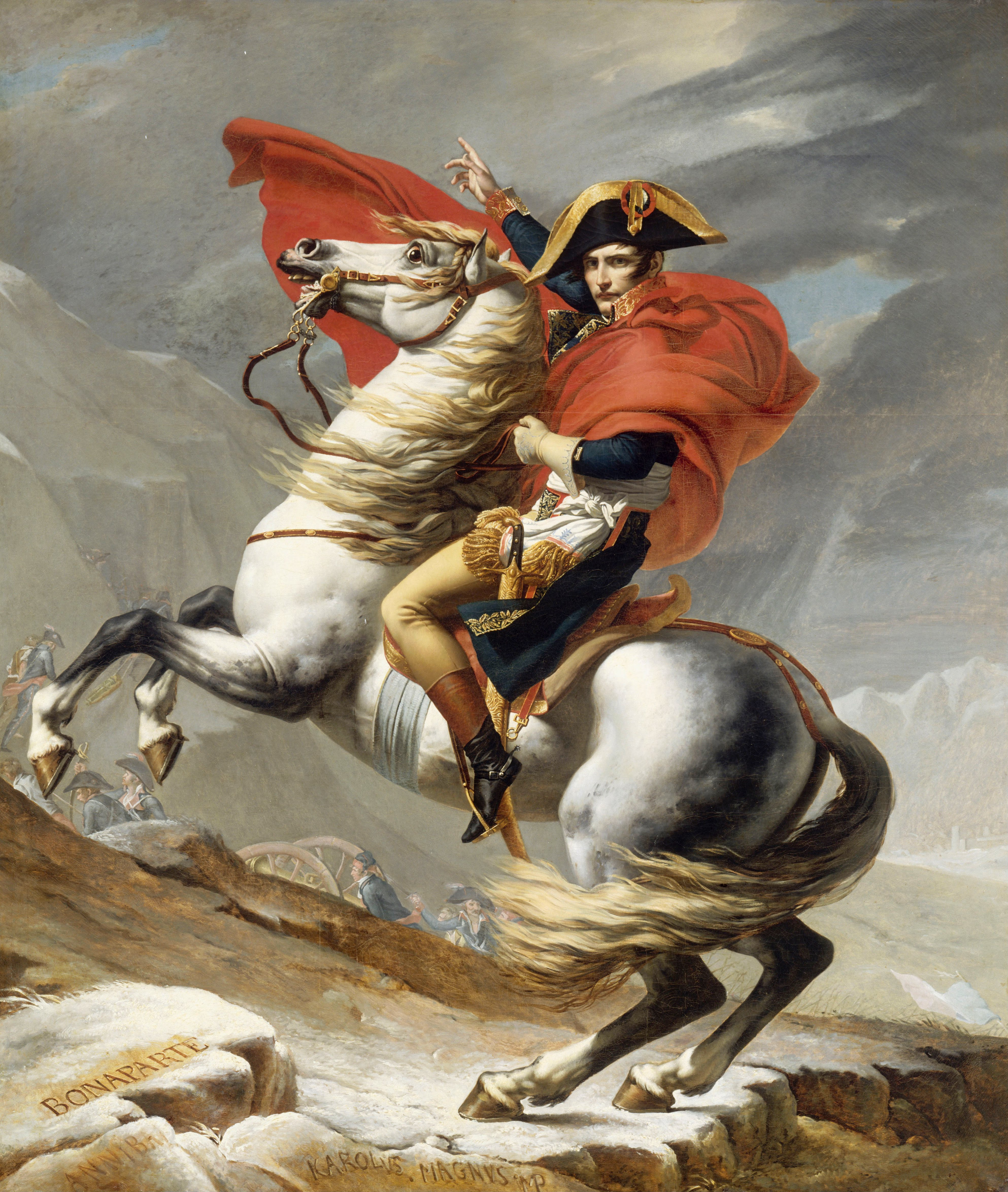
Napóleon átkel az Alpokon (David). 1800-ban Bonaparte Napóleon a francia hadsereggel átkelt az Alpokon, és legyőzte az osztrákokat a marengói csatában.

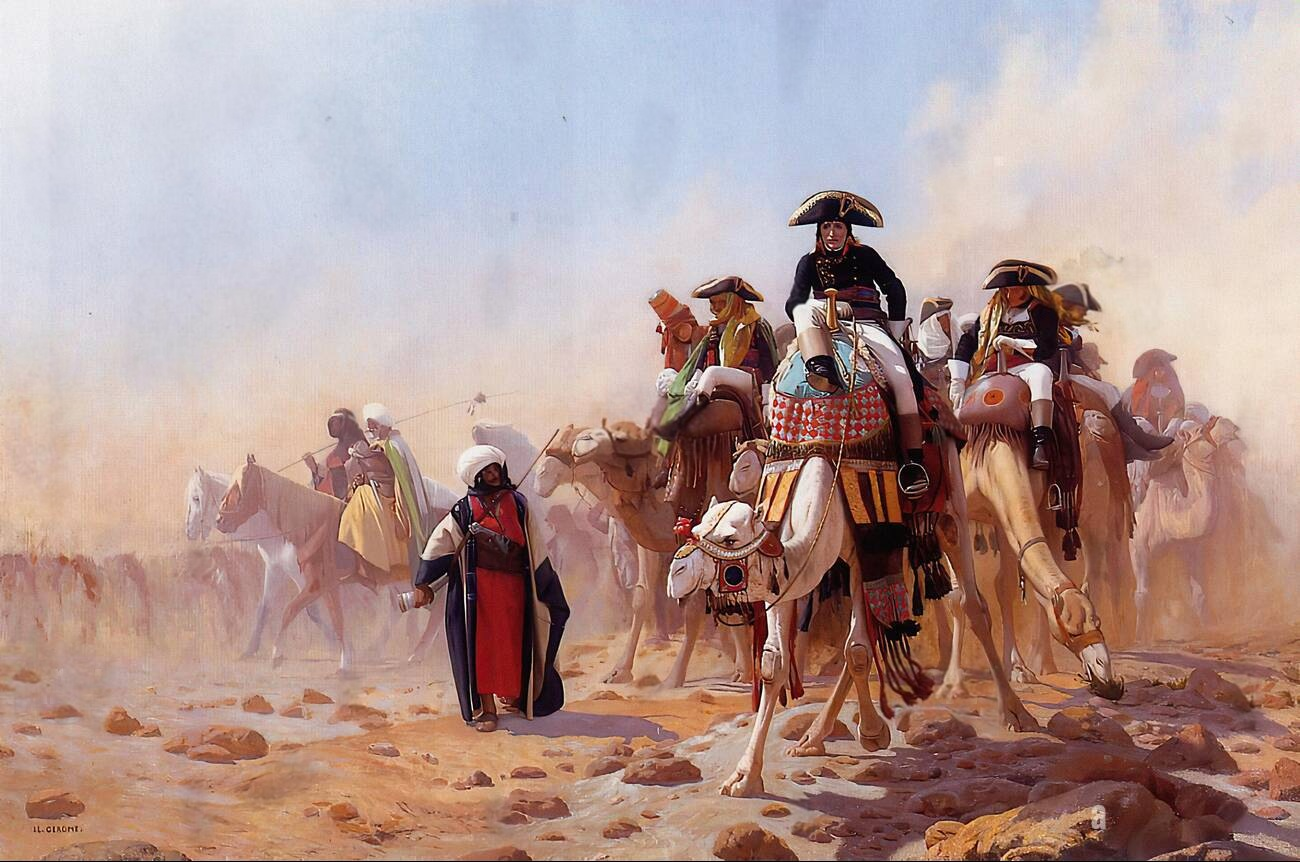
Jean-Léon Gérome: Napóleon Egyiptomban. Bonaparte Napóleon 1799-ben Egyiptomba indított hadjáratot, hogy az Indiába vezető út fontos stratégiai pontját megszerezve csapást mérjen a Brit Birodalom erejét biztosító gyarmati kereskedelemre

A napóleoni háborúkat nagyszámú festmény örökíti meg, legtöbbjük magát a császárt vagy győztes csatáinak jeleneteit ábrázolja. Többségük császári megrendelésre készült, de vannak a későbbi időszakban készült csataképek is. A leghíresebb művek listája:
- Jacques-Louis David 1801-ben készült Az első konzul átkel az Alpokon a Nagy Szent Bernát-hágónál c. festménye a lovon ülő Napóleont, mint hadvezért ábrázolja.
- Andrea Appiani 1805-ben készült Napóleon képmása c. festménye Napóleont Itália királyaként ábrázolja.
- Jacques-Louis David 1806-1807-ben készült I. Napóleon és Jozefina császárné megkoronázása c. festménye a császári pár koronázását ábrázolja.
- Antoine-Jean Gros 1810-ben készült Madrid kapitulációja c. festménye Madrid város megadását mutatja be.
- Charles Meynier 1832-ben készült festménye Napóleon berlini bevonulását mutatja be.
- Az orosz festészet egyik jelentős alakja, Vaszilij Vasziljevics Verescsagin több nagy méretű csataképet festett, egyik legismertebb képe a Napóleon a borogyinói magaslaton (1897).

### Filmek
- A „Horatio Hornblower” sorozat zöme a napóleoni háborúk alatt zajlik.
- „Kapitány és katona” film a napóleoni háborúk alatt zajlik.
- Bernard Cornwell „Sharpe” sorozatának a többsége is ez idő alatt zajlik.
- Oroszországban a napóleoni hadjáratról 1912-ben készült némafilm 1812 címmel, Hanzsonkov stúdiójában. A filmet a borogyinói csata 100. évfordulóján egyszerre több orosz nagyvárosban mutatták be.
- A Háború és béke filmváltozatai:
  - Háború és béke (1956), olasz-amerikai film, King Vidor rendezése;
  - Háború és béke (1965–1968) szovjet filmsorozat, Szergej Bondarcsuk rendezése, készült a Moszfilm Stúdióban.
- Walewska grófnő (1937) a film a napóleoni háborúk alatt zajlik
- Lady Hamilton (1941), amerikai film, rendezte Korda Sándor, a napóleoni háborúk alatt zajlik
- Vörös és fekete (1954), francia film, rendező Claude Autant-Lara, a napóleoni háborúk alatt zajlik
- Huszárkisasszony – Гусарская баллада (1962) a film a napóleoni háborúk alatt zajlik
- Bagrationi (Bagratylon) szovjet film (1985)
- O. márkiné (1976) francia-német film, rendezte Éric Rohmer
- Párbajhősök (1977) film
- Waterloo (1970), szovjet–olasz film
- Napóleon (1927), francia némafilm, rendezte Abel Gance
- Napóleon (1955), francia film, rendezte Sacha Guitry
- Napóleon és Josephine (1987) mini-sorozat
- Napóleon (2002), francia négyrészes tévéfilm
- Napóleon (2006), olasz-francia film, rendezte Paolo Virzi
- Napóleon (2023), angol-amerikai film, rendezte Ridley Scott